# 21665 Фреге
21665 Фреге (21665 Frege) — астероїд головного поясу, відкритий 5 вересня 1999 року.
Тіссеранів параметр щодо Юпітера — 3,600.